# Scotussa cliens
Scotussa cliens är en insektsart som först beskrevs av Carl Stål 1861.  Scotussa cliens ingår i släktet Scotussa och familjen gräshoppor. Inga underarter finns listade i Catalogue of Life.